# 釧路駐屯地
釧路駐屯地（くしろちゅうとんち、JGSDF Camp Kushiro）とは、北海道釧路郡釧路町字別保112に所在し、第27普通科連隊等が駐屯している陸上自衛隊の駐屯地である。最寄の演習場は、矢臼別演習場。駐屯地司令は第27普通科連隊長が兼務。

## 沿革
保安隊
- 1953年（昭和28年）10月5日：普通科第4連隊第3大隊が函館駐屯地から移駐し、釧路駐屯地が開設[1]。

陸上自衛隊釧路駐屯地
- 1954年（昭和29年）
  - 7月1日：

  1. 陸上自衛隊発足により、陸上自衛隊釧路駐とん地となる[2]。
  2. 第4連隊第3大隊が第4普通科連隊第3大隊に称号変更。

  - 9月10日：第29会計隊第1分遣隊が第377会計隊に称号変更。
  - 9月23日：第355警務分遣隊が移駐。
  - 10月15日：第5管区隊偵察中隊が編成完結。
- 1959年（昭和34年）6月4日：第5管区隊偵察中隊が鹿追駐屯地に移駐。
- 1960年（昭和35年）1月14日：第355警務分遣隊が第355警務隊に称号変更。
- 1962年（昭和37年）1月18日：第5管区隊の第5師団への改編に伴い、第27普通科連隊編成完結。
- 1965年（昭和40年）3月15日：別海分屯地が開設され、第3普通科中隊が移駐。
- 1966年（昭和41年）2月21日：別海分屯地が別海駐屯地に昇格。
- 1973年（昭和48年）3月27日：第355警務隊が廃止。第107地区警務隊釧路派遣隊が設置。
- 1988年（昭和63年）3月25日：第307地区施設隊が第341施設中隊に改編。
- 1989年（平成元年）3月24日：第27普通科連隊が装甲車化連隊に改編。
- 2000年（平成12年）
  - 3月28日：北部方面後方支援隊第101施設直接支援大隊第2直接支援中隊釧路派遣隊（第341施設中隊を支援）が新編。
  - 8月28日：第27普通科連隊に96式装輪装甲車導入開始。
- 2002年（平成14年）4月：第5師団の旅団改編準備に伴い高機動車を随時導入開始。96式装輪装甲車は第18普通科連隊に管理替え完了。
- 2004年（平成16年）第5師団から第5旅団への改編。第12施設群の改編。
  - 3月28日：

  1. 第27普通科連隊重迫中隊が廃止。
  2. 第341施設中隊が廃止。

  - 3月29日：

  1. 第5後方支援隊第2整備中隊第3普通科直接支援小隊が新編。
  2. 第342施設中隊が名寄駐屯地から移駐。
- 2008年（平成20年）3月26日：第3施設団が北部方面施設隊に改編。
- 2011年（平成23年）4月22日：第27普通科連隊第4普通科中隊を廃止。
- 2017年（平成29年）北部方面施設隊を第3施設団に再編。北部方面後方支援隊第101施設直接支援大隊の改編。
  - 3月26日：

  1. 北部方面施設隊第12施設群第342施設中隊を廃止。
  2. 第101施設直接支援大隊第2直接支援中隊釧路派遣隊を廃止。

  - 3月27日：

  1. 第3施設団第14施設群第397施設中隊が新編。
  2. 第101施設直接支援大隊第4直接支援中隊釧路派遣隊が新編。

## 駐屯部隊[3]

### 北部方面隊隷下部隊
- 第5旅団
  - 第27普通科連隊
  - 第5後方支援隊
    - 第2整備中隊
      - 第3普通科直接支援小隊：第27普通科連隊を支援
- 第3施設団
  - 第14施設群
    - 第397施設中隊
- 北部方面後方支援隊
  - 第101施設直接支援大隊 
    - 第4直接支援中隊
      - 釧路派遣隊：第397施設中隊を支援
- 北部方面システム通信群
  - 第101基地システム通信大隊
    - 第302基地通信中隊
      - 釧路派遣隊
- 北部方面会計隊
  - 第377会計隊
- 釧路駐屯地業務隊

### 防衛大臣直轄部隊
- 警務隊
  - 北部方面警務隊
    - 第121地区警務隊
      - 釧路派遣隊

## 最寄の幹線交通
- 高速道路：道東自動車道、釧路外環状道路
- 一般道：国道38号、国道44号、国道391号、北海道道666号徹別原野釧路線、北海道道1003号遠野別保線
- 一般道：国道38号、国道44号、国道391号、北海道道666号徹別原野釧路線、北海道道1003号遠野別保線
- 鉄道：JR北海道根室本線/釧網本線 釧路駅
- 港湾：釧路港、根室港（重要港湾）、厚岸港（地方港湾）
- 飛行場：釧路空港（第二種空港）、計根別飛行場（その他の飛行場）

## 重要施設
- 東京航空局 釧路航空路監視レーダー事務所（釧路市）